# 조이시티
조이시티(게임)는 조이시티의 온라인 게임이다. 가상의 세계인 조이시티에서 한 시민으로 살아가는 게임이다.
게임 조이시티는 JCE(제이씨엔터테인먼트)의 주력게임으로 2000년 7월부터 공개 서비스를 시작 이듬해 9월부터 상용 서비스에 돌입하였다. 제이씨의 주력게임이었던 조이시티는 2008년 10월 1일자로 서비스 종료를 선언하였다.